# Paul Gray (bassista 1958)
Paul Murray Granville Gray (Rochford, 1º agosto 1958) è un bassista britannico noto principalmente per la sua militanza in band quali UFO e The Damned.

## Biografia
Nel 1979 si unisce agli Eddie and the Hot Rods come bassista dopo aver risposto a un annuncio sul Southend Evening Echo. La band ha avuto diversi singoli e album di successo alla fine degli anni '70, tra cui "Do Anything You Wanna Do".  All'inizio del 1980, in seguito alla partenza di Graeme Douglas, Gray lasciò Eddie e gli Hot Rods e, su richiesta di Captain Sensible e Rat Scabies, si unì alla band punk rock The Damned, sostituendo l'ex bassista Algy Ward.
I numerosi attriti nella band portarono alla partenza di Gray nel febbraio 1983. Poco dopo, si unì agli UFO e rimase fino alla loro separazione nel 1988.
Gray si è riunito con Captain Sensible nel 2013 per formare la rock band psichedelica The Sensible Grey Cells con il batterista Ant Thickett. Il 27 febbraio 2014, Gray si è unito agli altri Hot Rods Barrie Masters, Steve Nicol e Graeme Douglas sul palco dell'Oysterfleet, a Canvey Island, per suonare in omaggio a Dave Higgs, membro fondatore della band precedentemente scomparso.

## Discografia

### Con gli Eddy and the Hot Rods
- 1978 – Life on the Line
- 1979 – Media Messiahs
- 1979 – Power and the Glory
- Thriller
- 1992 – Curse of the Hot Rods
- 1996 – Gasoline Days

### Con i Damned
- 1980 – The Black Album
- 1982 – Strawberries
- 1985 – Phantasmagoria
- 1986 – Anything
- 1995 – Not of This Earth
- 2001 – Grave Disorder
- 2008 – So, Who's Paranoid?
- 2018 – Evil Spirits

### Collaborazioni
- 2015 - Sir Silence and the Ash - End of the Pier
- 2017 - Rachel Taylor Beals - Stones Throw, Lament of the Selkie
- 1992 - Renè Berg - The Leather, The Loneliness And Your Dark Eyes
- 1991 - Canvey Island Rock Stars - Escape from Oil City